# Uralogordius
Uralogordius es un género de foraminífero bentónico de la subfamilia Neodiscinae, de la familia Neodiscidae, de la superfamilia Cornuspiroidea, del suborden Miliolina y del orden Miliolida. Su especie tipo es Arenovidalina novosjolovi. Su rango cronoestratigráfico abarca desde el Kubergandiense hasta el Midiense (medio inferior).

## Clasificación
Uralogordius incluye a las siguientes especies:
- Uralogordius magnus †
- Uralogordius mirabilis †
- Uralogordius miranda †
- Uralogordius novosjolovi †
- Uralogordius planispiralils †
- Uralogordius rhombiformis †
- Uralogordius schirjaevae †
  - Uralogordius schirjaevae compressa †
- Uralogordius umbonata †